# Banquette (fortification)
Pour les articles homonymes, voir Banquette.

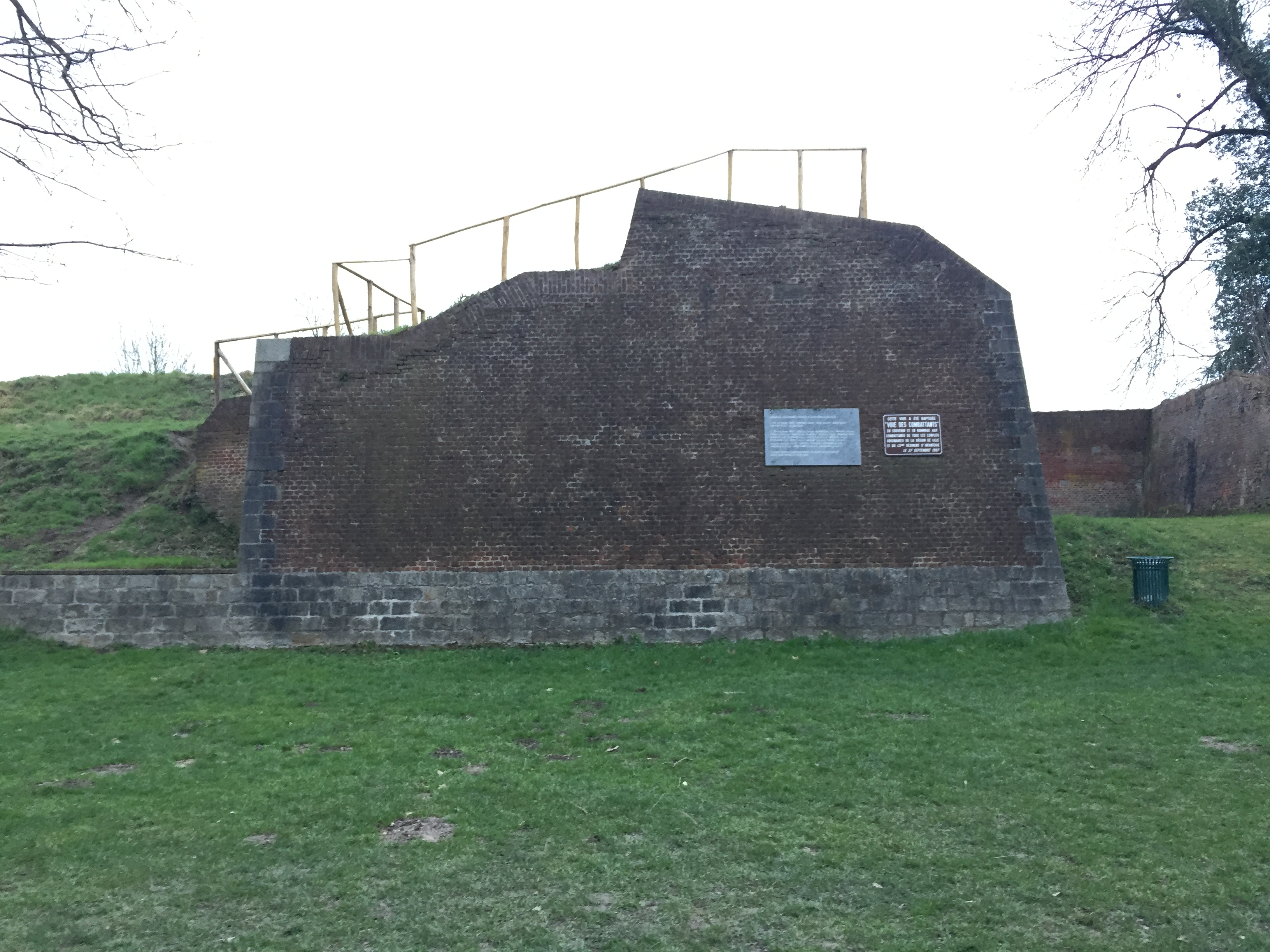
Vue de la banquette sur le réduit est de la contre-garde d'Anjou à la Citadelle de Lille.

Une banquette est en fortification bastionnée une plate-forme (en général en terre) située derrière le parapet et surélevée par rapport au chemin couvert ou au terre-plein,. Elle permet soit aux défenseurs de se positionner pour tirer tout en étant protégés du feu ennemi ou accueille les canons qui tirent au-dessus du parapet ou au moyen de créneaux percés à travers celui-ci.

## Sources
1. ↑  « banquette », sur le site du Centre National de Ressources Textuelles et Lexicales (CNRTL) (consulté le 23 juin 2018).
2. ↑  « Banquette », sur le site Fortification et Mémoire Le site des passionnés – De Vauban à Todt (consulté le 23 juin 2018).
3. ↑  « GLOSSAIRE »(Archive.org • Wikiwix • Archive.is • Google • Que faire ?), sur le site de l'Association Vauban (consulté le 23 juin 2018).